# Látszatarchitektúra

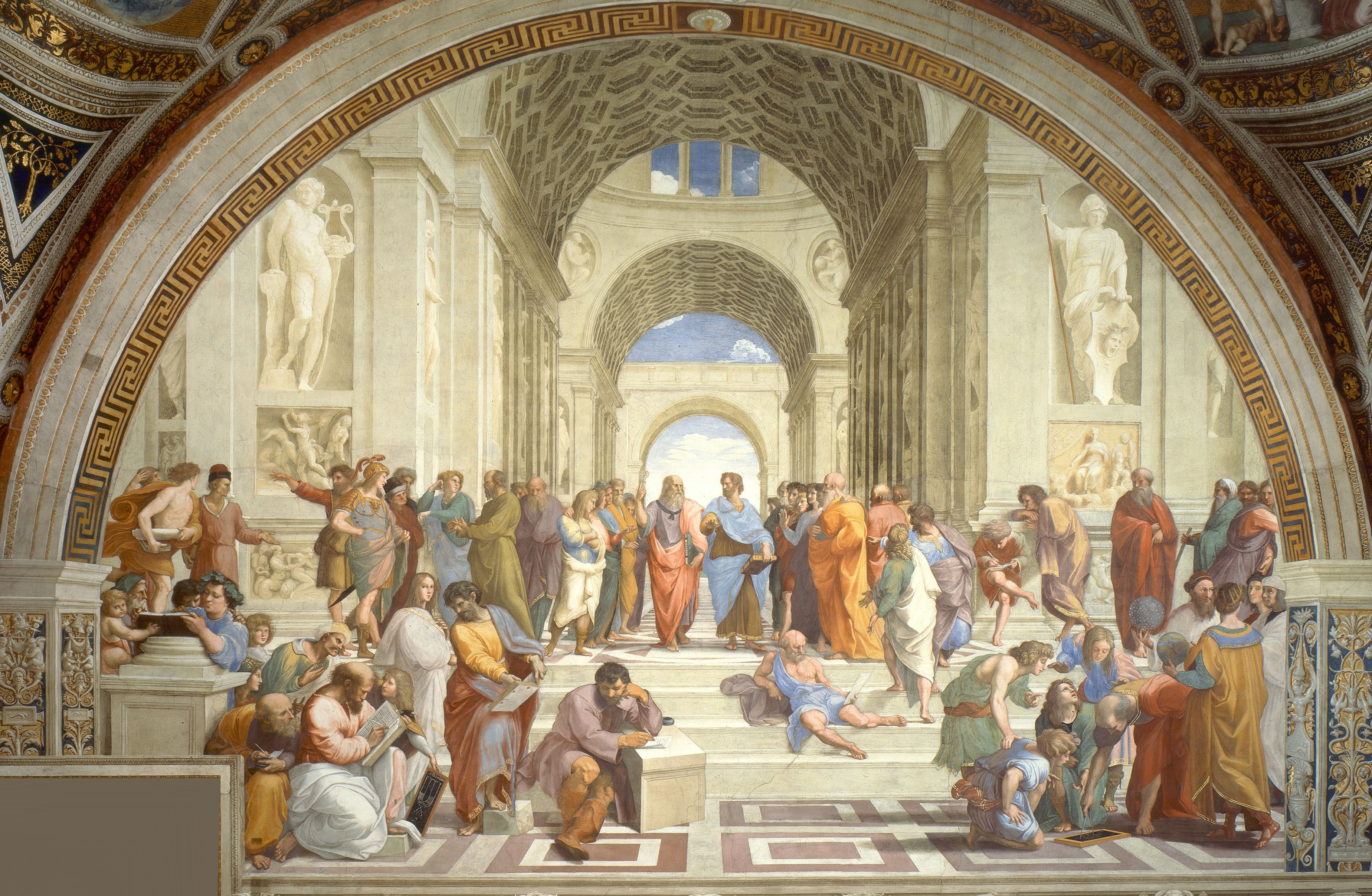
Raffaello Sanzio: Az athéni iskola (1509)

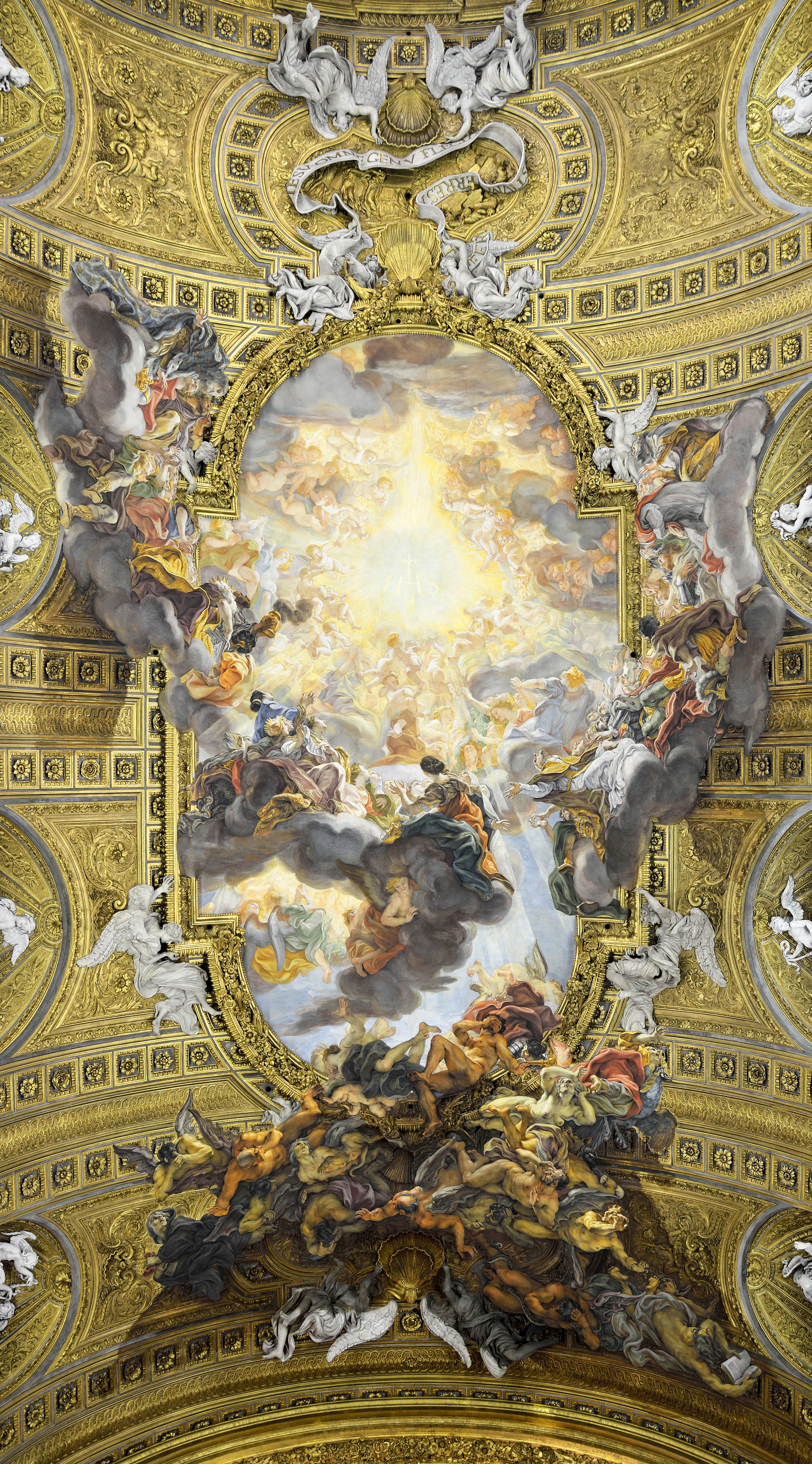
Diadal Jézus nevében — Giovanni Battista Gaulli freskója az Il Gesù templomban. A festmény és az épület összhangját kiteljesítő stukkó reliefek Ercole Antonio Raggi és Leonardo Reti kiegészítései.

A látszatarchitektúra a közvetlen valóság illúzióját keltő, de valójában festett építészeti elemek együttese.

## Térbeli helyzete szerint
Épületek külső és belső falain egyaránt előfordulhat. Célja egyrészt az, hogy a szemlélőt optikai illúzióval megtévessze, másrészt az építészet költséges anyagainak helyettesítése. Az optikai illúzió leggyakoribb célja az volt, hogy a templomok, paloták falképein a jelenetek hátterében mutatott építészeti tagozatokkal, a rövidülésben ábrázolt architektúrával látszólag megnöveljék, mintegy „folytassák” a valódi épületet, aminek tagozatokat egészen a mennyekig vitték tovább.
Kiváltképp a templombelsőket kívánták a festészet illuzionista eszközeivel fölfelé megnyitni úgy, hogy a valós tér határai elmosódjanak és a templombelsőt a festészet által megteremtett fiktív tér uralja.

## Stílusok szerint
Korai példái már a római művészetben (a pompeii falfreskókon) megfigyelhetők. Másodvirágzása a reneszánsz művészetével (a 16. században) kezdődött, de főképp a barokk freskófestészet alkalmazta előszeretettel.

## A perspektíva korlátai
A mennyezetfreskón megjelenő perspektivikus kép nézőpontja szigorúan rögzített: a nézőnek éppen a fókuszpont alatt kell állnia, mert ha kimozdul onnan, az architektúra „szétesik”. Egyes képeken a freskó rövidebb oldalaira festett architektúrák — kapuk, diadalívek stb. — ebből a pontból szemlélve előredőlni látszanak; ezeket ugyanis a festő úgy alkotta meg, hogy más pontokról: például a bejárat, illetve a szentély felől mutassanak helyes perspektívát. A lebegő figurák nézőpontja sem egyezik meg az architektúráéval, ha ugyanis a festő konzekvensen ragaszkodik a közös nézőponthoz, az erős rövidülés miatt lehetetlen lenne felismerni az alakokat. Őket tehát az alulnézet túlságosan nagy torzítását kiküszöbölve kell megfesteni.

## Ismert magyarországi példái

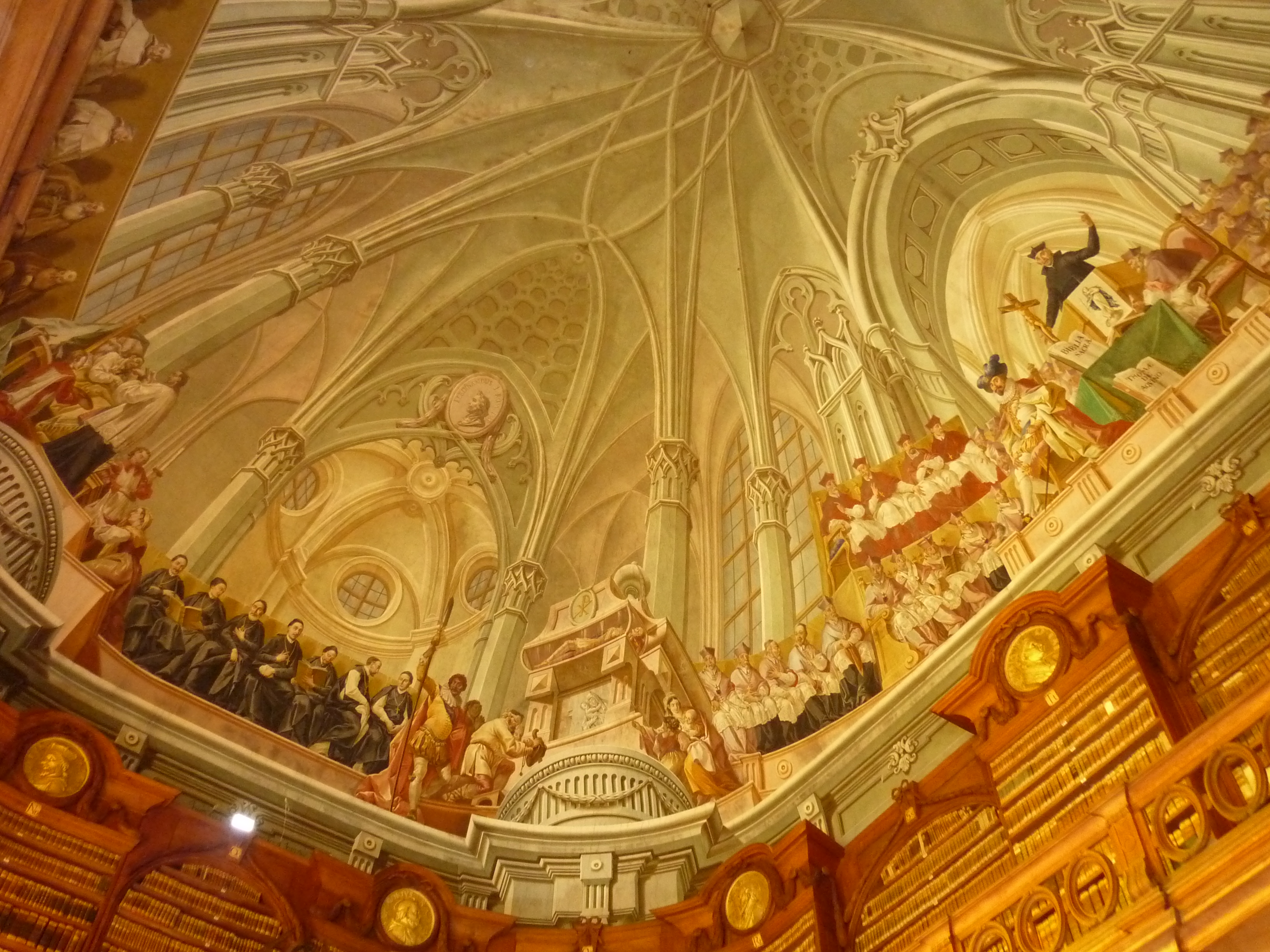
Kracker János Lukács: A tridenti zsinat (1778)

Az egri Líceumban a főegyházmegyei könyvtár nagytermének mennyezete. A freskót architekturális részeit Kracker János Lukács tervei alapján segédje (és később veje) Zach József úgy festette meg 1778-ban, hogy a csaknem sík mennyezet kupolásnak látszik.
A pozsonyi trinitárius templom festett látszatkupolája Antonio Galli Bibiena olasz mester alkotása. (Ő Ausztriában és Magyarországon több hasonló művet készített; közülük a pozsonyi az egyik legnagyobb.) A pozsonyi képen a festett kupola megnyíló, az eget mutató felső nyílásában a trinitárius templom patrocíniumának megfelelően a Szentháromság jelenik meg. Szokatlan, az egri példától radikálisan eltérő módon a kép nagyobb része a látszatkupola, a figurális ábrázolásnak, a vallásos témának jóval kevesebb hely jutott. A tamburos kupola, a bordák közötti kaptárszerű díszekkel és a laterna nyílásával tökéletes illúziót kelt. Ez valószínűleg annak köszönhető, hogy Bibiena az illuzionisztikus architektúrafestéssel és a díszlettervezéssel tett szert nagy hírnévre, és itt is ezt a tudását csillogtatta.

## Elmélete, gyakorlata
A látszatarchitektúrák szerkesztésének szabályait Andrea del Pozzo foglalta össze Festői és építészeti perspektíva című művében. A hatás fokozása érdekében a látszatarchitektúrát szervesen összekapcsolta az emberi alakok perspektivikusan rövidülő, alulnézetből festett csoportjaival.
Pozzo az építészekhez hasonlóan tervezte meg a freskón láttatni kívánt „épületet”. Erről alaprajzot, homlokrajzot és keresztmetszetet is készített, majd megrajzolta az architektúra perspektivikus rajzát. Ezt a képet kellett átvinnie a mennyezet felületére. Ehhez a perspektivikus ábrára négyzethálót rajzolt, azután zsinegből is készített egy hasonló négyzethálót. Utóbbit kifeszítette a magasban, a boltozat alatt, és azt lentről, a szemlélő magasságából megvilágította. A fénysugarak a boltozatra vetítették a zsinegek árnyékait, és így a háló megfelelőképpen torzult.